# クヴァルネル湾

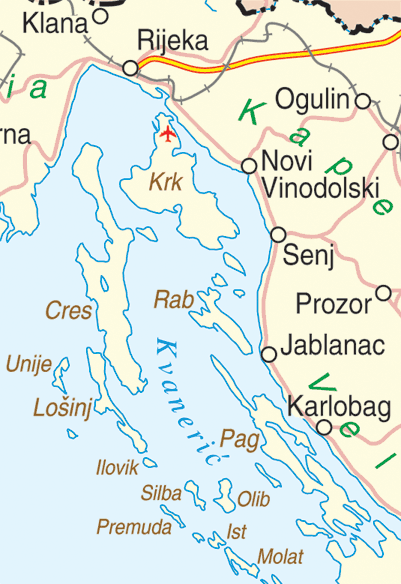
クヴァルネル湾の地図

クヴァルネル湾（クロアチア語: Kvarnerski zaljev, イタリア語: Golfo del Quarnaro または Carnaro, ラテン語: Sinus Flanaticus または Liburnicus sinus）は、アドリア海北部、イストラ半島と
クロアチア沿岸部(本土)の間に位置する湾である。
この湾はクロアチアの内水の一部である。
この湾の中にある大きな島嶼はツレス島やクルク島、パグ島、ラブ島、ロシニ島であり、クヴァルネル湾の一部である、ツレス島、クルク島、ラブ島とパグ島の間はクヴァルネリッチ湾(Kvarnerić)("小クヴァルネル"の意) 或いは イタリア語: Golfo del Quarnerolo or Carneroloと呼ばれ、クルク島、ラブ島とクロアチア本土の間はセニ海峡(Senj Channel)と呼ばれている。
湾の最奥部であるリエカにはケープサイズの船が停泊出来る。

## 関連事項
クロアチアの地理